# Rumours
Rumours es el undécimo álbum de estudio de la banda británica de rock Fleetwood Mac, publicado en 1977 por Warner Bros. Records. Su grabación se llevó a cabo en 1976 en varios estudios de los Estados Unidos, cuya producción quedó a cargo de Ken Caillat, Richard Dashut y la propia agrupación. Las sesiones estuvieron marcadas por los conflictos personales entre los músicos y el consumo abusivo de cocaína. Las letras de todas sus canciones tratan sobre relaciones personales, a menudo tumultuosas; en cierto modo, un reflejo de lo que pasaba al interior de la banda. Considerada como una producción de soft rock y pop rock, su música presenta una mezcla de instrumentación acústica y eléctrica.
Una que vez que salió al mercado, recibió reseñas positivas por parte de la prensa especializada, que destacó aspectos como la interacción vocal de sus cantantes, la música y la producción. Las revistas Billboard, Cashbox, Rolling Stone y Record World lo nombraron el álbum del año, y sus productores ganaron un premio Grammy por la misma categoría. De igual manera logró una gran notoriedad comercial en los principales mercados mundiales, porque llegó al número uno en Australia, Canadá, Estados Unidos, Nueva Zelanda, Países Bajos y el Reino Unido. Adicionalmente, en menos de un mes de su publicación ya había conseguido varias certificaciones discográficas en varios países. Rumours es uno de los álbumes más vendidos en el mundo, ya que en 2020 se estimó que superaba las 45 millones de copias comercializadas. 
Para promocionarlo, cuatro de sus canciones fueron editadas como sencillos: «Go Your Own Way», «Don't Stop», «Dreams» y «You Make Loving Fun». Todos ingresaron entre los diez más vendidos de la lista Billboard Hot 100, de los cuales «Dreams» llegó hasta el primer lugar. Por su parte, también ingresaron en los recuentos musicales de varios países europeos, como en los de Australia y Nueva Zelanda. El 24 de febrero de 1977, en Uniondale (Estados Unidos) comenzó su gira de conciertos Rumours Tour, que hasta el 30 de agosto de 1978 les permitió tocar en Australia, Canadá, Estados Unidos, Nueva Zelanda, Países Bajos, Reino Unido, Suecia, Francia, Alemania y Japón.
Considerada como la producción más importante de la banda, distintos medios especializados lo han puesto en sus listas de los mejores discos de la década de 1970 y de la historia. A su vez, ha influenciado a algunos artistas e incluso en 2011 la serie de televisión Glee basó uno de sus episodios en él, que reavivó el interés popular en la banda, pero sobre todo en el disco. Por otro lado, Warner Bros. ha realizado distintas reediciones con el paso de los años, algunas de ellas destacaron por incluir material extra, como la de 2004 que adjuntó un DVD con entrevistas y un disco de maquetas, descartes y jam sessions, o la de 2013 que incorporó un disco con versiones en vivo.

## Antecedentes

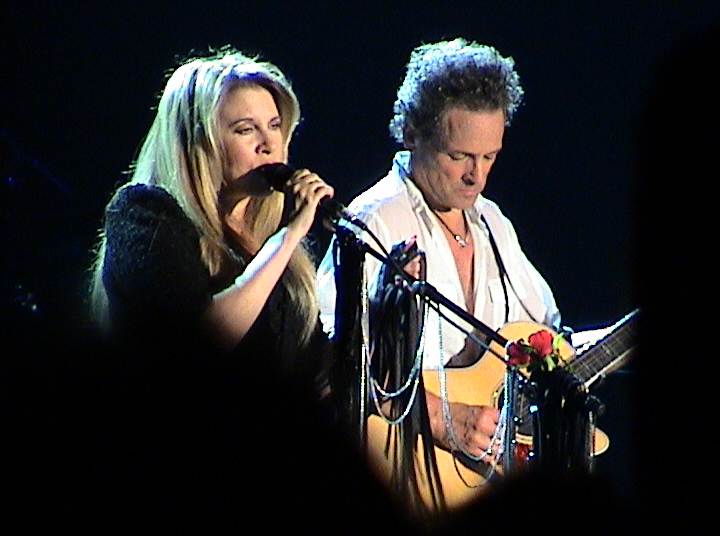
La llegada de Stevie Nicks y Lindsey Buckingham en 1975 cambió la identidad de la banda.

En la víspera del año nuevo de 1975, Lindsey Buckingham y Stevie Nicks ingresaron a la banda después de la salida de Bob Welch en diciembre de 1974. Su llegada transformó la identidad de Fleetwood Mac, ya que la convirtieron en una agrupación de pop rock californiano e indujeron a Christine McVie a escribir temas de soft rock. Al poco tiempo, la alineación, conformada por Buckingham (voz y guitarra), Nicks (voz), Christine McVie (voz y teclados), John McVie (bajo) y Mick Fleetwood (batería), publicó su segundo álbum homónimo. Su décimo trabajo de estudio les significó un importante éxito comercial en los Estados Unidos, ya que en 1976 llegó al número uno de la lista Billboard 200 y hasta 2018 había vendido siete millones de copias. Hasta principios de 1977, Fleetwood Mac era  el álbum más exitoso en el catálogo de Warner Bros. Records. En contraparte, los músicos pasaban por uno de sus peores momentos; por ejemplo, John y Christine se divorciaron y dejaron de hablarse, a excepción de cuando trataban temas relacionados con su música. Buckingham y Nicks mantenían una inestable relación amorosa que les hacía discutir con frecuencia; solo se daban una tregua cuando trabajaban juntos en alguna canción. Por su parte, Fleetwood también tuvo que enfrentar sus propios problemas personales al descubrir que su mujer Jenny, madre de sus dos hijos, había tenido una aventura con su mejor amigo.
El inesperado éxito de Fleetwood Mac les trajo consigo una imprevista popularidad, fortuna y constantes conciertos. Por aquel mismo tiempo, la prensa, sobre todo la amarillista, generó una serie de historias imprecisas sobre la vida privada de sus integrantes, como que Christine estaba hospitalizada por una grave enfermedad; que Buckingham y Nicks eran los padres de la hija de Fleetwood —Lucy— después de ser fotografiados juntos; y rumoraron sobre el retorno de los antiguos miembros Peter Green, Danny Kirwan y Jeremy Spencer para una gira de décimo aniversario. Sumado al consumo de drogas, alcohol y a la presión por hacer un disco que igualara al antecesor, provocaron un fuerte estrés en el seno de la banda. Sin embargo, Fleetwood comentó que realizaron un «tremendo sacrificio emocional» para proseguir con su trabajo en el estudio. Previo a la grabación, Fleetwood y John McVie decidieron prescindir de los servicios de Keith Olsen —productor de Fleetwood Mac (1975)— debido a que no le daba suficiente énfasis a la sección rítmica. A su vez, formaron la compañía Seedy Management para representar los intereses de la banda.

## Proceso de grabación

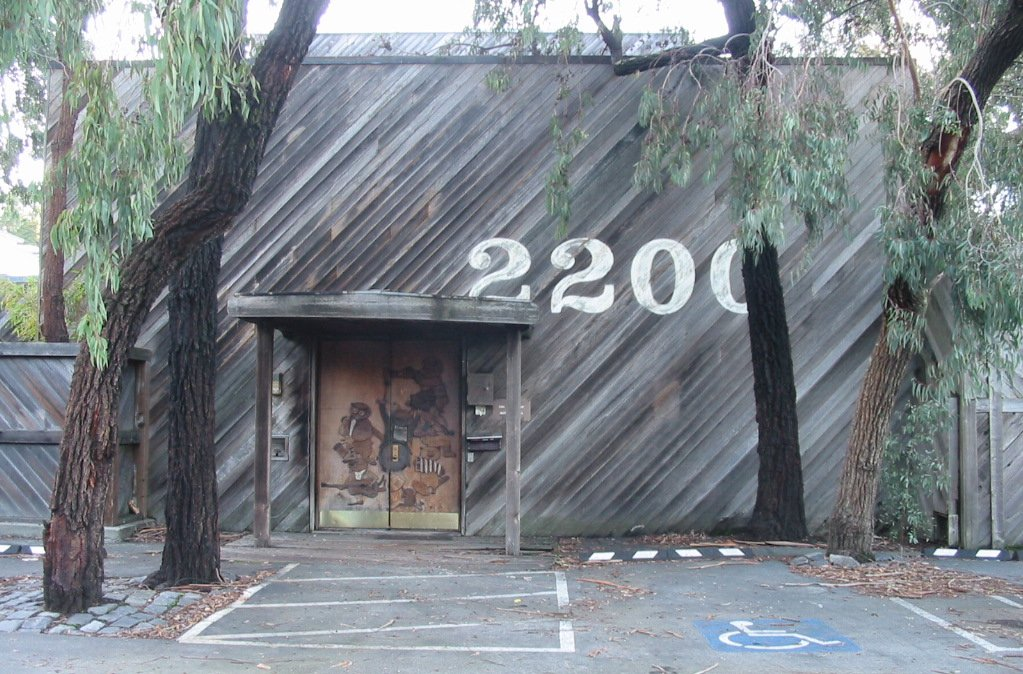
Rumours se grabó en su gran mayoría en el Record Plant de Sausalito, una estructura de madera con pocas ventanas, ubicado en el 2200 Bridgeway.

A comienzos de 1976, al poco tiempo de terminar la gira de seis meses Fleetwood Mac Tour, Fleetwood Mac trabajó con unas pistas nuevas en los estudios Criteria de Miami, Florida. El 26 de febrero, el quinteto se reunió con los ingenieros de sonido Ken Caillat y Richard Dashut en el estudio Record Plant de Sausalito, California. Entre los tres produjeron el álbum, mientras que Caillat asumió la ingeniería en su mayoría, pero para ello tuvo que pedir un permiso de ausencia de los estudios Wally Heider de Los Ángeles con la premisa de que Fleetwood Mac usara algún día sus instalaciones. Record Plant incluía varias salas pequeñas de grabación ubicadas dentro de un edificio de madera sin ventanas. Aunque los músicos se quejaron del estudio, Fleetwood insistió y no permitió ningún cambio de planes. Christine y Nicks decidieron asentarse en dos apartamentos cerca del puerto de la ciudad, mientras que los varones se alojaron en una casa perteneciente al estudio, contigua a una colina. Las sesiones las realizaron en una sala de nueve por seis metros que incluía una grabadora de 24 pistas de la marca 3M, una colección de micrófonos de alta gama y una mesa de mezclas API con ecualizadores 550A; estos últimos los utilizaron para controlar las diferentes frecuencias o los timbres de algunas pistas. A pesar de que Caillat estaba impresionado con el equipo, sentía que a la sala le faltaba ambiente debido a sus «muy apagados altavoces» y la excesiva insonorización.
Al inicio de los trabajos en Sausalito el álbum iba a denominarse Yesterday's Gone. Buckingham se hizo cargo de las sesiones para hacer un «álbum de pop», ya que, a diferencia de Fleetwood y ambos McVie que tenían un pasado ligado al blues rock, él entendía mejor «las artimañas de crear un disco» según Dashut. Durante el período de composición, Buckingham y Christine tocaron la guitarra y el piano juntos para crear la estructura base del disco. Christine era la única integrante con formación clásica, pero ambos compartían un sentido musical similar. Durante las jam sessions posteriores, Fleetwood a menudo tocaba su batería fuera de la zona reservada para tal efecto, con el fin de medir las reacciones de Caillat y Dashut al groove de la música. Los altavoces se colocaron alrededor de la batería y de John, quien tocaba el bajo de cara a Fleetwood. Buckingham tocó cerca de la sección rítmica, mientras que los teclados de Christine estuvieron lejos del kit de batería. Caillat y Dashut pasaron unos nueve días experimentando con los micrófonos y los amplificadores antes de decidir la mejor metodología para grabar a la banda completa.
A medida que progresaban las sesiones, las relaciones íntimas de los músicos comenzaron a jugar un efecto negativo, por ejemplo, no se juntaban ni socializaban después de un día de trabajo. Por entonces, el movimiento hippie aún estaba presente en la cultura de Sausalito y las drogas estaban muy a mano. El presupuesto ilimitado permitió a la banda y a los ingenieros ser indulgentes con ellos mismos; noches sin dormir y un uso desmedido de cocaína marcaron en gran medida la producción. Chris Stone, uno de los dueños de Record Plant, indicó en 1997 que Fleetwood Mac llevó «exceso a lo excesivo», adueñándose del estudio para largas y caras sesiones, además afirmó que «los miembros de la banda entraban a grabar a las siete de la tarde, comían un gran banquete, festejaban hasta las dos de la mañana, y después cuando estaban tan destrozados que no podían hacer nada, comenzaban a grabar».
Nicks comentó que Fleetwood Mac creó su mejor música cuando estaba en peor forma, mientras que, según Buckingham, las tensiones entre todos ellos ayudaron al proceso de grabación y llevó a que «el resultado final fuese más que la suma de partes». El trabajo de la pareja se tornó «agridulce» después de su separación, pero Buckingham mantuvo su habilidad para tomar una canción de ella y «convertirla en algo hermoso». Las armonías vocales del dúo y Christine funcionaban bien y se capturaron usando micrófonos de la mejor calidad del momento. El enfoque lírico de Nick permitía que los instrumentos utilizados en sus canciones fuesen más sueltos y más abstractos. Según Dashut, todas las grabaciones capturaron «emoción y sentimiento sin mediador... ni temple». John solía chocar con Buckingham a la hora de componer canciones, aunque ambos admitieron que al final consiguieron buenos resultados. «Songbird» de Christine, a la que Caillat pensaba que necesitaba el ambiente de una sala de conciertos, se grabó el 3 de marzo de 1976 en una sola sesión que duró toda la noche en el Auditorio Zellerbach en Berkeley, California. Pusieron quince micrófonos alrededor de la sala, mientras que Buckingham tocó la guitarra fuera del escenario para mantener el tempo.
Después de más de dos meses en Sausalito, Fleetwood arregló una minigira de diez días para dar un respiro a la banda y ver la aceptación de sus seguidores. Luego de aquello prosiguieron con la grabación en los estudios Wally Heider de Los Ángeles y Davlen Recording de Hollywood. Christine y Nicks no asistieron a la mayoría de estas sesiones y descansaron hasta que las necesitaran para grabar más pistas vocales. El resto de miembros, junto con Caillat y Dashut, se esforzaron en terminar el overdubbing y la mezcla después de que las cintas maestras de Sausalito se dañasen por su reiterado uso durante la grabación; las pistas de bombo y caja sonaban «sin vida». Para terminarla, tuvieron que suspender una gira estadounidense programada para otoño, ya que la fecha de lanzamiento pensada para septiembre tuvo que posponerse. Contrataron a un especialista para rectificar las cintas de Sausalito usando un oscilador de velocidad variable. A través de auriculares reproduciendo las cintas dañadas en el oído izquierdo y el máster de grabación en el derecho, consiguieron converger sus respectivas velocidades asistido por los tiempos dados por las pistas de la caja y el hi-hat. Fleetwood Mac y los coproductores buscaban un producto final «sin rellenos», en el que cada pista pudiese ser un sencillo en potencia. Después de la etapa de masterización final y de volver a escuchar las canciones las veces necesarias, los miembros de la banda llegaron a la conclusión de que habían creado «algo realmente poderoso».

## Composición
Buckingham, Christine y Nicks, los principales compositores, trabajaron de forma individual en determinadas canciones y recibieron créditos de composición por separado. Todas las letras de sus canciones tratan sobre relaciones personales, a menudo tumultuosas. Según Christine, el hecho de que los letristas se enfocaran extensamente en las separaciones, solo se hizo visible para la banda a posteriori. Por su parte, su música está enfocada mayormente dentro de los subgéneros soft rock y pop rock. Su estilo se construyó usando una mezcla de instrumentación acústica y eléctrica. El trabajo de guitarra de Buckingham y el uso del piano Rhodes de Fender y el órgano Hammond B-3 por parte de Christine están presentes en todas las pistas. A menudo incluye sonidos acentuados de batería e instrumentos de percusión como las congas y maracas.
«Second Hand News»
El álbum abre con la composición de Buckingham, «Second Hand News», que en un principio era una maqueta acústica llamada «Strummer». Con un estilo que evoca al rock celta, el guitarrista la escribió después de escuchar «Jive Talkin'» de Bee Gees. Su letra trata sobre un «amante despreciado», aunque sus «guitarras alegres y brillantes» sugieren un sentimiento de despedida y ocultan cualquier «emoción sensible». Como Fleetwood no pudo dar con el ritmo, Buckingham lo tocó en una silla de oficina para lograr el efecto que quería. De igual manera, mientras John estaba de vacaciones, reescribió la línea de bajo original de forma más simple solo con notas negras. Estas acciones hechas por el guitarrista, consideradas por Caillat como «es como yo digo y si no, no», fueron una especie de antecedente para el futuro álbum Tusk.
«Dreams»
Nicks escribió «Dreams» en una sala de los estudios Record Plant al final del pasillo, acondicionada originalmente para Sly Stone. Allí, instalada en una tienda y acompañada de un piano electrónico portátil, le tomó unos diez minutos en crearla y ella misma se sorprendió al haber compuesto algo con un ritmo bailable. Una vez que la presentó a la banda, a nadie le gustó, incluso Christine recordó que: «eran solo tres acordes y una nota en la mano izquierda (...) pensé, esto es realmente aburrido». No obstante, Buckingham la tomó y formó tres secciones con acordes idénticos, pero hizo que cada una sonora diferente. Según Christine, «él creó la impresión de que hay un hilo conductor a través de todo el asunto». Con un bajo «agradablemente relajante» y un patrón de batería simple, «Nicks advierte a Buckingham contra los peligros de pensar que la hierba será más verde sin ella», según Howard Johnson de Classic Rock.
«Never Going Back Again»
«Never Going Back Again» fue una de las últimas canciones que se escribió. Buckingham la compuso después de tener una corta aventura con una mujer de Nueva Inglaterra, cuya letra alude a pensar que la tristeza nunca volverá después de sentirse contento con la vida. Las líneas Been down one time/Been down two times («Derribado una vez, derribado dos veces», en español) hacen referencia a los esfuerzos del letrista de persuadir a la mujer para que volviera a darle una oportunidad. A pesar de que solo dura un poco más de dos minutos, dedicaron una gran cantidad de tiempo para grabarla. Esto se debió a que Caillat notó que las cuerdas de la guitarra acústica de Buckingham no sonaban tan brillantes después de veinte minutos, así que sugirió cambiarlas cada cierto tiempo. Caillat afirmó que probablemente los roadies querían matarlo por cambiar las cuerdas tres veces por hora, pero todo era para lograr que sonara bien. No obstante, esta meticulosa táctica no sirvió de nada una vez se dieron cuenta de que el guitarrista tocó en el tono equivocado, así que tuvieron que volver a registrarlo, pero no regresaron a utilizar dicho truco. Cabe destacar que inicialmente la llamaron «Brushes», porque la pista original solo incluía a Fleetwood tocando la caja con cepillos (brushes en inglés).
«Don't Stop»

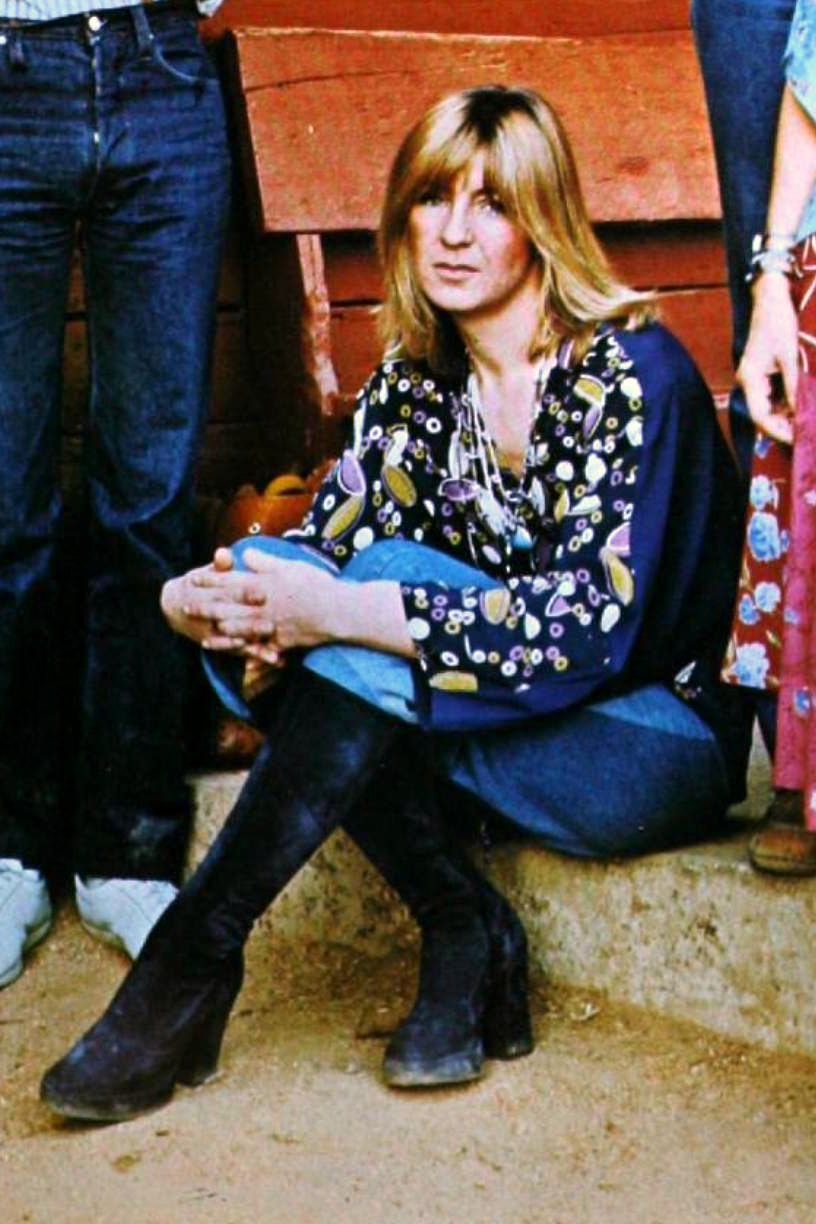
Cuatro composiciones solistas de Christine McVie figuraron en el disco.

«Don't Stop» es una canción optimista, positiva y edificante, escrita por Christine durante su ruptura con John. Como una especie de alentar a la banda de seguir adelante y mirar hacia el futuro, su letra trata sobre el ayer ya se fue. Según la cantante iba dirigida al bajista, aunque John admitió en 2015 a la revista Mojo que a pesar de haberla interpretado durante años, no tenía idea que trataba en cierto modo sobre él. Buckingham la ayudó a crear los versos porque sus sensibilidades personales coincidían en parte. Su música está inspirada en un baile de triple paso e incluye tanto piano convencional como un piano honky-tonk. Fleetwood lleva el ritmo con un patrón similar a una marcha, mientras que Christine y Buckingham comparten la voz principal otorgándole un «color musical encantador».
«Go Your Own Way»
«Go Your Own Way», con una «letra amarga y autocompasiva» por parte de Buckingham, trata sobre su relación con Nicks. Puntualmente la línea Packing up, shacking up's all you want to do («Empacar, convivir es todo lo que quieres», en español) fue considerada un golpe bajo hacia la cantante. Ella recordó: «Él sabía que no era cierto (...) Fue algo enojado lo que dijo. Cada vez que esas palabras aparecían en el escenario, quería ir y matarlo. Él lo sabía, así que realmente me presionó. Fue como, "Voy a hacer que sufres por dejarme. Y lo hice"». La batería posee un patrón four-on-the-floor inspirado en el ritmo de ese instrumento en «Street Fighting Man» de The Rolling Stones. Esta interpretación asombró a Jeff Porcaro, batería de Toto, quien le pidió a Fleetwood que le explicara cómo lo logró. Él no pudo comentárselo con palabras y, aunque Porcaro no le creyó, una vez que alargaron la conversación él se dio cuenta de que no estaba bromeando. Según Howard Johnson de Classic Rock, esta era una canción perfecta para las radios estadounidenses.
«Songbird»
«Songbird» es el único tema grabado en el Auditorio Zellerbach, en donde Christine canta unas letras introspectivas sobre «nadie y todos» en forma de «pequeño rezo». Su inspiración fue espontánea y la escribió en media hora aproximadamente. Despertó a mitad de la noche con toda la canción en su mente, incluyendo los acordes, la letra y la melodía, y tuvo que mantenerse despierta para no olvidarla, porque en su habitación no tenía en donde registrarla. Con un ambiente relajado y delicado, la cantante tocó un piano Steinway de 9 pies (2,7 m) cuando la grabaron.
«The Chain»
Para «The Chain» usaron la progresión de acordes de una canción de Christine llamada «Keep Me There» y Buckingham reutilizó la introducción de un tema que había escrito con Nicks en 1973, denominada «Lola (My Love)». Nicks escribió nuevos versos, mientras que Fleetwood y John crearon la sección final. Siendo una combinación de varias partes independientes, cortaron con cuchillas de afeitar las cintas para poder unirlas. Con una «atmósfera vocal espeluznante» y una resolución de rock setentero, la manera como la unieron es «fluida y convincente». Con una letra que trata sobre los lazos supuestamente inquebrantables, tiene sentido más aún cuando es la única canción del álbum en donde los cinco músicos trabajaron en su composición.
«You Make Loving Fun»
«You Make Loving Fun» es sobre el novio de Christine, el director de iluminación de la banda. Su melodía es un pop ligero, cuyo ritmo lo lleva el clavinet. Este estaba en la sala de Sly Stone y para dar más énfasis al «clavismo» le añadieron un pedal wah-wah. Como Christine no podía tocar el clavinet y a la vez interpretar el wah-wah, Fleetwood tuvo que arrodillarse para tocar el pedal, ya que al ser batería sabía como hacerlo bien. Además, mientras se grababan los coros, supuestamente Buckingham y Nicks tuvieron una fuerte discusión y solo se daban un respiro al momento de registrar la cinta, luego seguían una vez que los micrófonos estaban apagados.
«I Don't Want to Know»

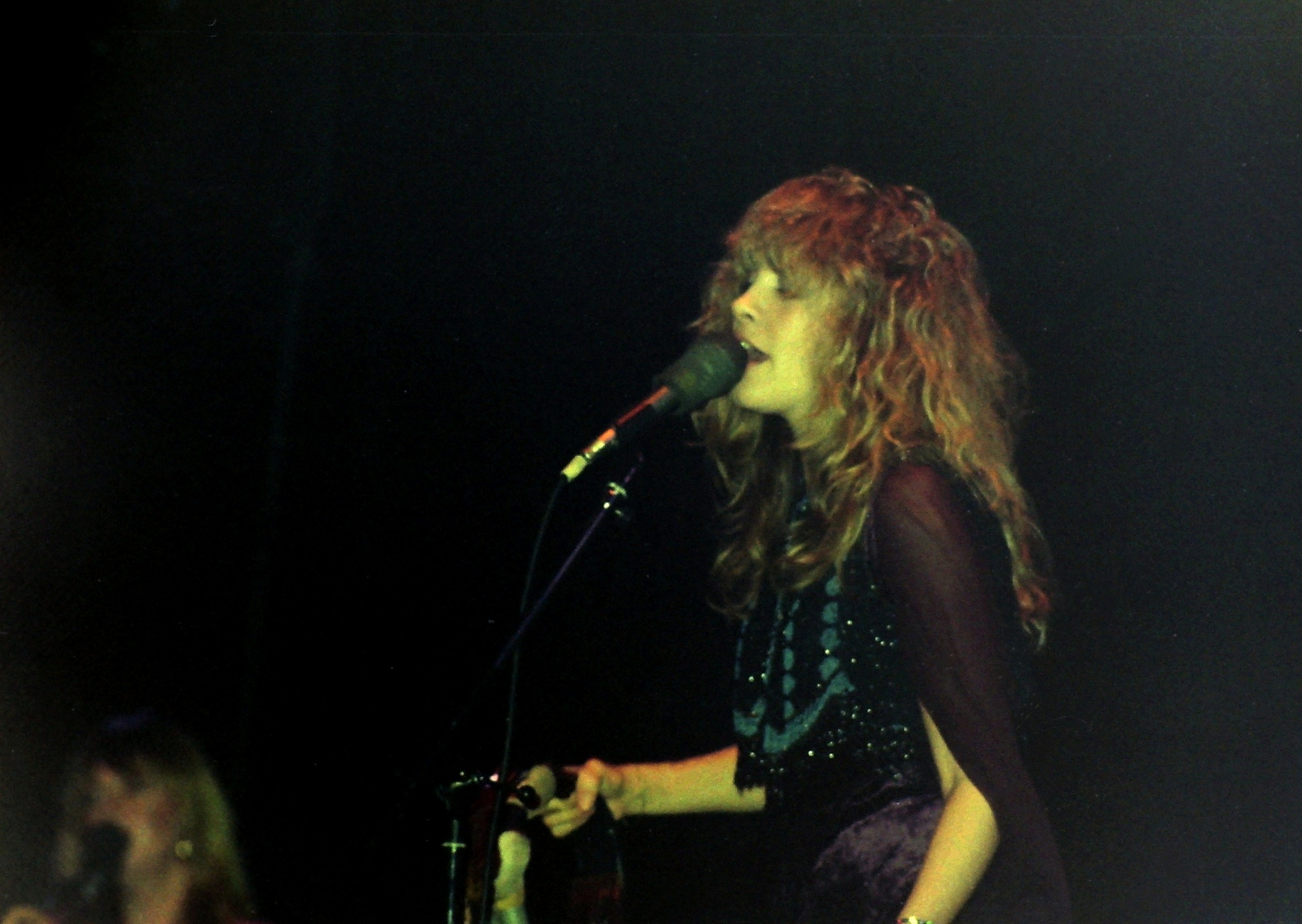
La exclusión de «Silver Springs» generó la molestia de Stevie Nicks, que por poco la deja con solo dos de sus canciones en el disco.

«I Don't Want to Know» es un corte alegre de country rock sobre la aceptación de los caprichos del amor. Posee influencias de Buddy Holly e incluye una guitarra de doce cuerdas. Escrita por Nicks antes de ingresar a Fleetwood Mac, la banda la prefirió por sobre «Silver Springs», ya que consideró a esta última demasiado larga. Esto generó la molestia de la cantante, quien insultó al resto y les dijo que no la cantaría. Ella recordó más tarde que le mencionaron que se fuera a caminar para relajarse o bien cantar el tema o solo tendría dos composiciones suyas en el disco; al final la cantó a dueto con Buckingham. Por su parte, «Silver Springs» la incluyeron como el lado B de «Go Your Own Way».
«Oh Daddy»
«Oh Daddy» la escribió Christine refiriéndose a Fleetwood, quien era el único miembro que tenía hijos y la banda lo veía como una figura paterna. Con letras ligeramente sarcásticas, se enfocan en la dirección que tomaba el batería para con la agrupación, que siempre acababa bien. Nicks aportó las líneas finales And I can't walk away from you, baby/If I tried («Y no puedo alejarme de ti, cariño/aunque lo intentase», en español). De acuerdo con Johnson, Christine pone su estilo inglés dentro del sonido mayormente estadounidense del álbum.
«Gold Dust Woman»
La última composición de Nicks, y la que termina el disco, es «Gold Dust Woman», la que está inspirada en su estilo de vida como estrella de rock. Howard Johnson de Classic Rock la definió como una «relación simbiótica entre las relaciones en mal estado y la cocaína». Su estilo se asemeja a un free jazz e incluye un clavecín, una guitarra Fender Stratocaster y un dobro Para darle más intensidad Fleetwood rompió láminas de vidrio con un martillo, la que editaron y añadieron más tarde.

## Lanzamiento

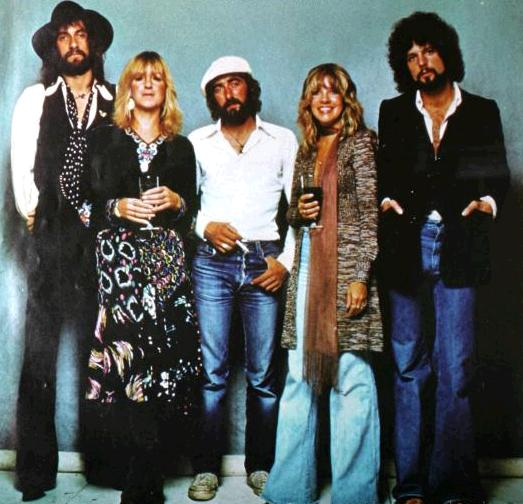
Fleetwood Mac en 1977.

Después de que Warner Bros. confirmara los detalles del álbum a la prensa en diciembre, Rumours salió a la venta el 4 de febrero de 1977 en los Estados Unidos y una semana después en el Reino Unido. John McVie sugirió el título debido a que sentía que estaban escribiendo «publicaciones y diarios» los unos sobre los otros a través de la música. El agresivo sistema de marketing de la compañía con el disco Fleetwood Mac de 1975, donde se vincularon con docenas de emisoras de radio de FM y AM a lo largo y ancho de los Estados Unidos, sirvió también para la promoción de Rumours. En aquellos tiempos, el pedido inicial de 800 000 copias era el más grande en la historia de Warner Bros.

## Portada
Su portada muestra a Nicks vestida con túnicas negras —personificando a su alter ego «Rhiannon»— mientras sostiene la mano de Fleetwood, quien está apoyando su pie sobre un taburete y entre sus piernas caen dos bolas de madera. A su vez, en la contraportada había un montaje de retratos de los miembros de la banda. Todas las fotografías las tomó Herbert Worthington, quien además proporcionó el concepto, la inspiración como también el reposapiés. A pesar de que el significado de la portada es confuso y extraño, Joe Taysom de Far Out Magazine afirma esta «imagen confusa se destacó en los estantes a una milla de distancia, un factor que hizo que quisieras presionar reproducir para obtener más información».

## Promoción
En otoño de 1976, mientras aún estaba en período de grabación, la banda mostró varias de sus canciones en un concierto en el Universal Amphitheatre de Los Ángeles. Después de ensayar en los estudios SIR de mencionada ciudad, el 24 de febrero de 1977 en Uniondale (Estados Unidos) comenzó la gira de conciertos Rumours Tour. Nicks ha comentado que, después de tocar principalmente canciones del álbum, encontraron poco entusiasmo por parte del público debido a que no estaba acostumbrado al nuevo material. En marzo hicieron un único concierto benéfico para el senador de los Estados Unidos, Birch Bayh, en Indiana, seguido de una corta gira europea que incluía conciertos en el Reino Unido, los Países Bajos, Francia, Alemania y Suecia a lo largo de abril. Luego de varias presentaciones por los Estados Unidos y Canadá entre mayo y octubre, en noviembre dieron siete conciertos en Australia y una en Nueva Zelanda, mientras que en diciembre realizaron cuatro en Japón y uno en Hawái. Luego de un descanso durante el primer semestre de 1978, en julio y agosto acontecieron más presentaciones por los Estados Unidos. El último concierto de la gira se celebró el 30 de agosto de 1978 en el Tiger Stadium de Baton Rouge. Nigel Williams de la revista Uncut denominó a sus conciertos como «la soap opera más grande del rock».
Durante 1977, Warner Bros. publicó cuatro de sus canciones como sencillos para promocionarlo: «Go Your Own Way», «Don't Stop», «Dreams» y «You Make Loving Fun». Los cuatro lograron posicionarse entre los diez más vendidos en la lista estadounidense Billboard Hot 100, de los cuales «Dreams» llegó hasta el primer lugar. Por su parte, también ingresaron en los recuentos musicales de varios países europeos, como en los conteos de Australia y Nueva Zelanda. A diferencia de lo que ocurrió en el mercado estadounidense, en el Reino Unido los cuatro sencillos no alcanzaron a entrar entre los veinte más vendidos; el más exitoso fue «Dreams», que únicamente llegó hasta el puesto 24 en el UK Singles Chart.

## Reediciones

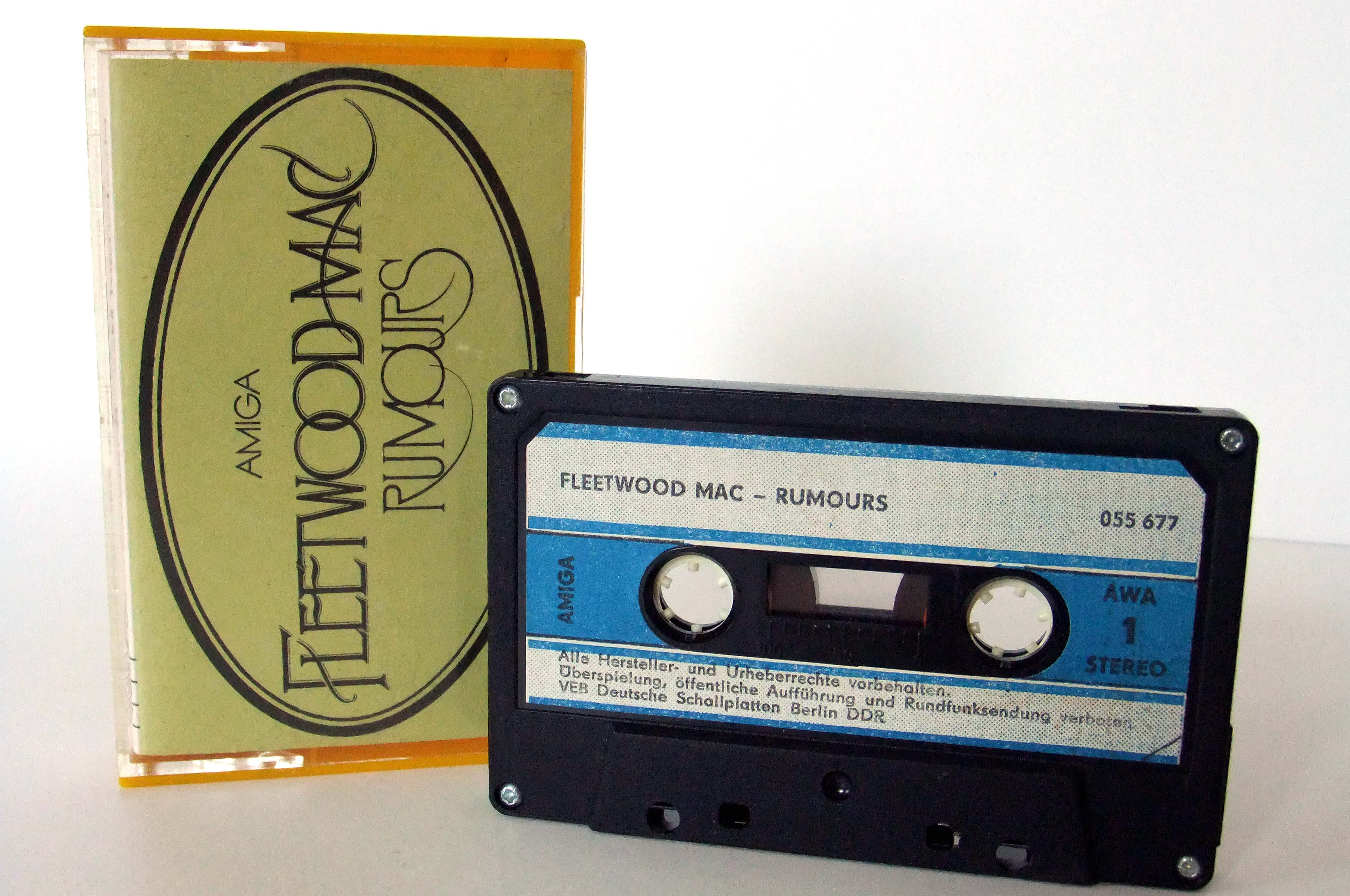
Rumours en su formato casete de la época.

Con el paso de los años, Warner Bros. lo ha reeditado en varias ocasiones y en distintos formatos de almacenamiento. Algunas de ellas destacaron por incluir material extra, por ejemplo la versión de 2001 posee a «Silver Springs» como bonus track y aparece como la sexta pista entre «Go Your Own Way» y «The Chain». Adicionalmente, vino con un folleto de notas que adjuntaba una galería de fotografías y un DVD titulado Making of the Rumours with Fleetwood Mac, que contó con entrevistas a los músicos. En 2004, «Silver Springs» nuevamente figuró como pista adicional, pero en esta ocasión apareció como la séptima canción entre «Songbird» y «The Chain». Esta edición incorpora un segundo disco compacto de maquetas, versiones descartadas y dos jam sessions. En 2012, Warner Bros. lo reeditó para conmemorar su 35° aniversario, mientras que al año siguiente lanzó una edición deluxe compuesta de tres discos: el original, con «Silver Springs» como pista doce; uno con descartes y maquetas titulado More from The Recording Sessions y uno en vivo con canciones extraídas de su gira Rumours Tour.

## Recepción

### Comercial
Una vez que salió a la venta consiguió una considerable notoriedad en los Estados Unidos, ya que alcanzó el primer puesto en las listas desarrolladas por Billboard, Cashbox y Record World. Solo en la Billboard 200 estuvo 31 semanas no consecutivas en lo más alto; hasta octubre de 2022, Rumours había sumado 497 semanas en ella. En marzo de 1977, la Recording Industry Association of America (RIAA) le confirió un disco de platino en representación a un millón de copias comercializadas. Progresivamente, las ventas aumentaron con el correr de los años y el 3 de octubre de 2014 la RIAA le otorgó un doble disco de diamante, al superar los 20 millones de copias. A su vez, el 19 de julio de 2023, las ventas en los Estados Unidos fueron certificadas en más de 21 millones de unidades. Para 2022, Rumours estaba en el puesto 11 de los 100 discos más vendidos en los Estados Unidos.
En el recuento anual, tanto la banda como el disco lograron ser condecorados por las principales revistas del país: Billboard, Cashbox, Record World y Rolling Stone nombraron a Rumours como el álbum del año. Billboard les entregó cuatro Number One Awards por álbum del año —anteriormente mencionado— grupo del año, álbum de artistas pop y álbum de grupo pop. Cashbox los posicionó en la cima de sus listas de álbumes y sencillos; Record World les entregó el premio al logro especial y los colocó en el primer puesto de la categoría combinación vocal, tanto en sencillos como en álbumes. Por su parte, los lectores de Rolling Stone los premiaron como artistas del año y «Dreams» como sencillo del año. Además, los críticos de esta última revista los nombró la banda del año. Por su parte, Performance los llamó la banda excepcional de rock y la banda de rock que marca tendencia. En la vigésima ceremonia de los premios Grammy Fleetwood Mac junto con los productores Ken Caillat y Richard Dashut ganaron en la categoría álbum del año.
El 2 de julio llegó hasta el primer lugar del Top 100 Albums de la revista canadiense RPM, y el 27 de junio de 1995 la aquel entonces Canadian Recording Industry Association (CRIA) lo certificó de doble disco de diamante al superar los dos millones de copias vendidas en Canadá. Por su parte, en el Reino Unido también alcanzó el primer puesto en el UK Albums Chart. El 19 de febrero de 2022, Music Week reportó que esta era la producción discográfica que más tiempo había estado en la mencionada lista —y aún lo estaba— con un total de 928 semanas (casi 18 años). En 2020, la Official Charts Company informó que Rumours fue el álbum en vinilo más vendido en el país durante ese año, con una cifra de 32 000 copias. Al año siguiente, la Industria Fonográfica Británica (BPI) le entregó quince discos de platino en representación a 4 500 000 copias vendidas. De igual manera, alcanzó el primer lugar en las listas musicales de Australia, Nueva Zelanda y los Países Bajos, como también obtuvo buenas posiciones en los demás conteos europeos.
Rumours es uno de los álbumes más vendidos en el mundo; según Jessica Hopper de Pitchfork en su apogeo 800 000 copias se comercializaban por semana. Hasta el 25 de febrero de 1978, Billboard reportó que había mercantilizado cerca de 11 millones de copias a nivel mundial —8 241 590 solo en los Estados Unidos— y conseguido diferentes certificaciones discográficas en Nueva Zelanda, Australia, Países Bajos, Bélgica, Japón, Sudáfrica, Alemania y Hong Kong. Para 1980, ya se habían vendido 13 millones de copias, cifra que llegó a casi 20 en 1987. Para cuando Fletwood Mac hizo su gira de regreso en 1997, ya habían llegado a los 25 millones. La cifra llegó a los 30 millones en 2004 y para 2013 ya había superado los 40. En 2020, la prensa estimó sus ventas en 45 millones de copias a nivel mundial.

### Crítica
Rumours recibió reseñas positivas por parte de la prensa especializada. Robert Christgau, en su característico tono sarcástico, realizó varias preguntas entre ellas: «¿por qué este álbum es más consistente y más excéntrico que su exitoso predecesor?, ¿Además, te salta directamente de los altavoces?». John Swenson de Rolling Stone explicó que la interacción entre los tres vocalistas es uno de los elementos más agradables del disco y afirmó que «a pesar del interminable retraso para terminarlo, Rumours prueba que el éxito de Fleetwood Mac no fue casualidad». Adicionalmente, consideró que «la contribución de Buckingham es la mayor sorpresa». John Rockwell de The New York Times escribió que es «un álbum delicioso, y uno espera que el público piense lo mismo también», mientras que Dave Marsh de St. Petersburg Times comentó que las canciones eran «tan ampliamente brillantes como cualquier otra cosa del momento». En la lista de Pazz & Jop elaborada a través de una encuesta por varios críticos para The Village Voice, logró posicionarse en el cuarto puesto de los mejores discos de 1977. La revista estadounidense Record World señaló que: «La pregunta de si Fleetwood Mac sería capaz de seguir a su monstruoso LP "Fleetwood Mac" ha sido magníficamente respondida de manera afirmativa. Un álbum con un sonido consistentemente hermoso que abarca muchos estilos y emociones...».
Robert Hilburn de Los Angeles Times fue menos receptivo y denominó a Rumours un disco «frustrantemente irregular», mientras que Juan Rodríguez de The Gazette sugirió que, mientras que la música es «fresca y clara», las ideas de Fleetwood Mac son «ligeramente más confusas».
En una reseña retrospectiva, el crítico de Allmusic Stephen Thomas Erlewine describió «(...) es el tipo de álbum que trasciende sus orígenes y reputación, entrando en el reino de la leyenda» y lo llamó «una obra excepcionalmente musical». Al término dijo: «(...) tocó una fibra sensible en su lanzamiento de 1977, y desde entonces ha trascendido su era para convertirse en uno de los álbumes pop más grandes y convincentes de todos los tiempos». Barry Walsh de Slant lo consideró «jodidamente genial» y que toda la situación sentimental dio como resultado un gran disco. Daryl Easlea de la BBC señaló «Sónicamente es casi perfecto: hay poco alboroto, no hay desorden y casi no hay desperdicio» y que es «uno de los discos más grandes de todos los tiempos, proporcionando un antídoto para la época sin dejar de estar completamente en sintonía con su tiempo», mientras que Patrick McKay de Stylus escribió: «Lo que distingue a Rumours —lo que lo convierte en arte— es la contradicción entre su superficie alegre y su angustiado corazón. Aquí tenemos un disco radio-amigable sobre la ira, la recriminación y la pérdida».
Jessica Hopper de Pitchfork dijo que «su éxito convirtió a Fleetwood Mac en un fenómeno cultural» y que al escucharlo era un «placer fácil», por  último señaló: «Cualquiera podría encontrar una parte de sí mismo dentro de estas canciones de amor y pérdida». Jon Hadusek de Consequence of Sound indicó que a pesar de las disputas sentimentales «la música sobrevivió» y sus «sonidos son apasionados, las palabras son frágiles. Y lo que hace que Rumors sea tan notable y relevante es que sigue siendo frágil y apasionante 35 años después». Las reseñas han sido constantes con el paso de los años, por ejemplo su edición deluxe, que celebró su 35° aniversario, posee una calificación de 99 sobre 100 en Metacritic. Varias publicaciones, sitios webs y revistas le han dado la máxima puntuación posible en sus respectivas reseñas como Blender, Entertainment Weekly, The Independent, y Uncut, entre otras.

## Legado
Mick Fleetwood dijo que Rumours era «el disco más importante» que jamás hicieron, porque gracias a su éxito pudieron seguir grabando otros álbumes durante años. El periodista de cultura popular Chuck Klosterman achaca la cantidad de ventas a sus «realmente agradables canciones», aunque sugiere que no proporcionan intrínsecamente «ninguna justificación de grandeza». En 1998, Fleetwood produjo y publicó Legacy: A Tribute to Fleetwood Mac's Rumours, que contiene todas las canciones de Rumours versionadas por distintos artistas como Tonic, Matchbox 20, Goo Goo Dolls, The Corrs, The Cranberries, Elton John, Duncan Sheik y Jewel. Otras bandas y artistas que han reconocido haber sido influenciadas por Rumours incluyen a la cantante de pop barroco Tori Amos, la banda de hard rock Saliva, y la de indie rock Death Cab for Cutie.
El 3 de mayo de 2011, Fox Network emitió un episodio de Glee titulado «Rumours» que versionó seis de las canciones del álbum. El capítulo reavivó el interés en la banda y en este disco en particular, ya que volvió a entrar en la lista Billboard 200 en el puesto 11, con un incremento en las ventas de un 1951 %. De las 30 000 copias comercializadas, el 91 % de ellas fueron descargas digitales. Este aumento significó el más brusco de un álbum previamente publicado desde la reedición del Exile on Main St. de The Rolling Stones, que entró directamente al puesto número 2, el 5 de junio de 2010.

### Premios y reconocimientos
Entre 1978 y 1979, tanto la banda como Rumours y algunas de sus canciones fueron nominados o ganaron distintos premios de música. En la edición de 1978 de los premios Grammy obtuvo nominaciones en las categorías mejor arreglo vocal por «Go Your Own Way», mientras que el disco recibió por mejor interpretación pop vocal por grupo y álbum del año. Fleetwood Mac y los productores Ken Caillat y Richard Dashut ganaron en esta última, y la academia le entregó a la banda dos galardones: uno por ser el intérprete y otro por ser coproductor. En 1978 Fleetwood Mac ganó un American Music por dúo, grupo o banda de pop/rock favorito, mientras que el disco lo hizo en álbum favorito de pop/rock; al año siguiente nuevamente fueron nominados en ambas categorías. Por su parte, Rumours ganó un Juno por álbum internacional más vendido, mientras que Billboard les entregó cuatro premios Number One por álbum del año, grupo del año, álbum de artistas pop y álbum de grupo pop. En la primera entrega de los North American Rock Radio Awards, ganaron en cuatro categorías: mejor grupo, mejor álbum, mejor sencillo y mejor canción, ambas por «Dreams».
Rumours y Fleetwood Mac, de 1975, son los únicos álbumes de la banda que han sido incluidos en el salón de la fama de los Grammy. Por otro lado, en 2018 la Biblioteca del Congreso de Estados Unidos lo incluyó en su Registro Nacional de Grabaciones por ser «cultural, histórico o artísticamente significativo». Con el paso de los años, distintos autores y medios especializados han posicionado a Rumours entre los mejores álbumes de la historia. A continuación, una lista de algunas de ellas:
| Publicación    | Año  | Reconocimiento                                   | Puesto | Ref.    |
| -------------- | ---- | ------------------------------------------------ | ------ | ------- |
| Mojo           | 2006 | 70 grandes álbumes de la década de los años 1970 | —      | [ 110 ] |
| Q              | 1998 | 50 mejores álbumes de los años 1970              | 3      | [ 111 ] |
| Rolling Stone  | 2003 | 500 mejores álbumes de todos los tiempos         | 25     | [ 112 ] |
| Slant Magazine | 2003 | 50 álbumes esenciales del pop                    | —      | [ 113 ] |
| The Guardian   | 1997 | 100 mejores álbumes de la historia               | 78     | [ 114 ] |
| The Guardian   | 1997 | 1000 discos que escuchar antes de morir          | —      | [ 115 ] |
| Time           | 2006 | 100 mejores discos de toda la historia           | —      | [ 116 ] |
| USA Today      | 2003 | 40 mejores discos de la historia                 | 23     | [ 117 ] |
| Vibe           | 1999 | 100 álbumes esenciales del siglo xx              | —      | [ 118 ] |
| VH1            | 2003 | 100 mejores álbumes de la historia               | 16     | [ 99 ]  |

## Lista de canciones
| Cara uno |                          |                    |                      |          |  |
| N.º      | Título                   | Escritor(es)       | Vocalista principal  | Duración |  |
| 1.       | «Second Hand News»       | Lindsey Buckingham | Buckingham           | 2:53     |  |
| 2.       | «Dreams»                 | Stevie Nicks       | Nicks                | 4:14     |  |
| 3.       | «Never Going Back Again» | Buckingham         | Buckingham           | 2:15     |  |
| 4.       | «Don't Stop»             | Christine McVie    | Buckingham, C. McVie | 3:12     |  |
| 5.       | «Go Your Own Way»        | Buckingham         | Buckingham           | 3:38     |  |
| 6.       | «Songbird»               | C. McVie           | C. McVie             | 3:21     |  |

| Cara dos |                        |                                                         |                             |          |  |
| N.º      | Título                 | Escritor(es)                                            | Vocalista principal         | Duración |  |
| 7.       | «The Chain»            | Buckingham, C. McVie, Nicks, Mick Fleetwood, John McVie | Buckingham, C. McVie, Nicks | 4:31     |  |
| 8.       | «You Make Loving Fun»  | C. McVie                                                | C. McVie                    | 3:31     |  |
| 9.       | «I Don't Want To Know» | Nicks                                                   | Nicks, Buckingham           | 3:15     |  |
| 10.      | «Oh Daddy»             | C. McVie                                                | C. McVie                    | 3:58     |  |
| 11.      | «Gold Dust Woman»      | Nicks                                                   | Nicks                       | 5:02     |  |

| Pista adicional en las reediciones de 2001 y 2004 |                  |              |          |  |
| N.º                                               | Título           | Escritor(es) | Duración |  |
| 12.                                               | «Silver Springs» | Nicks        | 4:48     |  |

| Disco dos, reedición de 2004 |                                                           |                                           |          |  |
| N.º                          | Título                                                    | Escritor(es)                              | Duración |  |
| 1.                           | «Second Hand News» (versión descartada)                   | Buckingham                                | 2:47     |  |
| 2.                           | «Dreams» (versión descartada)                             | Nicks                                     | 4:21     |  |
| 3.                           | «Brushes (Never Going Back Again)» (versión instrumental) | Buckingham                                | 2:50     |  |
| 4.                           | «Don't Stop» (versión descartada)                         | C. McVie                                  | 3:33     |  |
| 5.                           | «Go Your Own Way» (versión descartada)                    | Buckingham                                | 3:06     |  |
| 6.                           | «Songbird» (versión descartada)                           | C. McVie                                  | 3:11     |  |
| 7.                           | «Silver Springs» (versión descartada)                     | Nicks                                     | 6:07     |  |
| 8.                           | «You Make Loving Fun» (versión descartada)                | C. McVie                                  | 4:56     |  |
| 9.                           | «Gold Dust Woman #1» (versión descartada)                 | Nicks                                     | 5:02     |  |
| 10.                          | «Oh Daddy» (versión descartada)                           | C. McVie                                  | 3:58     |  |
| 11.                          | «Think About It» (versión descartada)                     | Nicks                                     | 2:55     |  |
| 12.                          | «Never Going Back Again» (versión maqueta)                | Buckingham                                | 1:56     |  |
| 13.                          | «Planets of the Universe» (versión maqueta)               | Nicks                                     | 3:18     |  |
| 14.                          | «Butter Cookie (Keep Me There)» (versión maqueta)         | C. McVie                                  | 2:11     |  |
| 15.                          | «Gold Dust Woman» (versión maqueta)                       | Nicks                                     | 5:01     |  |
| 16.                          | «Doesn't Anything Last» (versión maqueta)                 | Buckingham                                | 1:10     |  |
| 17.                          | «Mic the Screecher» (jam session)                         | Fleetwood                                 | 0:59     |  |
| 18.                          | «For Duster (The Blues)» (jam session)                    | Buckingham, Fleetwood, C. McVie, J. McVie | 4:26     |  |

## Créditos
| - Lindsey Buckingham: voz y guitarras - Stevie Nicks: voz - Christine McVie: voz, teclado y sintetizador - John McVie: bajo - Mick Fleetwood: batería y percusión | - Fleetwood Mac, Ken Caillat y Richard Dashut: producción - Ken Caillat y Richard Dashut: ingeniería de sonido - Cris Morris: ingeniero asistente - Ken Perry: masterización - Fleetwood Mac y Herbery Worthington: concepto - Desmond Strobel: diseño artístico - Larry Vigon – tipografía - Herbert Worthington – fotografía |

- Fuente: Folleto de notas de Rumours (reedición de 2004).[59]

## Posicionamiento en listas musicales
| País           | Lista (1977-2025)                       | Posición |
| -------------- | --------------------------------------- | -------- |
| Alemania       | Media Control Charts                    | 5        |
| Australia      | ARIA Charts                             | 2        |
| Australia      | Kent Music Report                       | 1        |
| Austria        | Ö3 Austria Top 40                       | 15       |
| Bélgica        | Ultratop (Flandes)                      | 11       |
| Bélgica        | Ultratop (Valonia)                      | 19       |
| Canadá         | RPM Top 100 Albums                      | 1        |
| Canadá         | Billboard Canadian Albums               | 5        |
| Croacia        | HDU Top Lista                           | 10       |
| Dinamarca      | Hitlisten                               | 23       |
| Escocia        | Scottish Albums Chart                   | 2        |
| España         | Top 100 Vinilos                         | 52       |
| Estados Unidos | Billboard 200                           | 1        |
| Estados Unidos | Billboard Indie Store Album Sales       | 2        |
| Estados Unidos | Billboard Top Album Sales               | 2        |
| Estados Unidos | Billboard Top Pop Catalog Albums        | 1        |
| Estados Unidos | Billboard Top Rock Albums               | 1        |
| Estados Unidos | Billboard Top Rock & Alternative Albums | 1        |
| Estados Unidos | Billboard Top Streaming Albums          | 38       |
| Estados Unidos | Billboard Vinyl Albums                  | 1        |
| Estados Unidos | Cashbox Top 100 Albums                  | 1        |
| Estados Unidos | Cashbox FM Top Charts                   | 7        |
| Estados Unidos | Record World Top Albums                 | 1        |
| Finlandia      | Suomen virallinen lista                 | 22       |
| Francia        | French Albums Chart                     | 13       |
| Grecia         | Billboard Greece Albums                 | 1        |
| Hungría        | Album Top 40                            | 20       |
| Irlanda        | Irish Albums Chart                      | 5        |
| Islandia       | Plötutíðindi - Plöttur 40               | 4        |
| Japón          | Japanese Albums Chart                   | 33       |
| Noruega        | VG-lista                                | 17       |
| Nueva Zelanda  | Official New Zealand Music Chart        | 1        |
| Países Bajos   | Dutch Top 100 Albums                    | 1        |
| Portugal       | Top 50 Albums                           | 12       |
| Reino Unido    | Albums Chart Update                     | 8        |
| Reino Unido    | Album Downloads Chart                   | 3        |
| Reino Unido    | Albums Sales Chart                      | 3        |
| Reino Unido    | Physical Albums Chart                   | 3        |
| Reino Unido    | Record Store Chart                      | 1        |
| Reino Unido    | UK Albums Chart                         | 1        |
| Reino Unido    | Vinyl Albums Chart                      | 1        |
| Suecia         | Sverigetopplistan                       | 18       |
| Suiza          | Schweizer Hitparade                     | 17       |

| País           | Lista (1977)                     | Posición |
| -------------- | -------------------------------- | -------- |
| Alemania       | Media Control Charts             | 11       |
| Australia      | Kent Music Report                | 3        |
| Estados Unidos | Billboard 200                    | 1        |
| Estados Unidos | Cashbox Top 100 Albums           | 1        |
| Estados Unidos | Cashbox FM Albums Chart          | 1        |
| Países Bajos   | Dutch Top 100 Albums             | 2        |
| País           | Lista (1978)                     | Posición |
| Alemania       | Media Control Charts             | 11       |
| Australia      | Kent Music Report                | 7        |
| Estados Unidos | Billboard 200                    | 3        |
| Francia        | French Albums Charts             | 17       |
| Nueva Zelanda  | Official New Zealand Music Chart | 7        |
| Países Bajos   | Dutch Top 100 Albums             | 17       |
| País           | Lista (2011)                     | Posición |
| Reino Unido    | UK Albums Chart                  | 170      |
| País           | Lista (2013)                     | Posición |
| Australia      | ARIA Charts                      | 78       |
| Bélgica        | Ultratop (Flandes)               | 159      |
| Reino Unido    | UK Albums Chart                  | 51       |
| País           | Lista (2014)                     | Posición |
| Reino Unido    | UK Albums Chart                  | 100      |
| País           | Lista (2016)                     | Posición |
| Reino Unido    | UK Albums Chart                  | 71       |
| País           | Lista (2017)                     | Posición |
| Reino Unido    | UK Albums Chart                  | 44       |
| Estados Unidos | Billboard 200                    | 155      |
| Estados Unidos | Top Rock Albums                  | 23       |
| País           | Lista (2018)                     | Posición |
| Australia      | ARIA Charts                      | 99       |
| Estados Unidos | Billboard 200                    | 91       |
| Estados Unidos | Top Rock Albums                  | 9        |
| Reino Unido    | UK Albums Chart                  | 48       |
| País           | Lista (2019)                     | Posición |
| Bélgica        | Ultratop (Flandes)               | 65       |
| Estados Unidos | Billboard 200                    | 90       |
| Estados Unidos | Top Rock Albums                  | 13       |
| Reino Unido    | UK Albums Chart                  | 30       |
| País           | Lista (2020)                     | Posición |
| Australia      | ARIA Charts                      | 27       |
| Bélgica        | Ultratop (Flandes)               | 91       |
| Canadá         | Billboard Canadian Albums        | 47       |
| Estados Unidos | Billboard 200                    | 53       |
| Estados Unidos | Top Rock Albums                  | 3        |
| Irlanda        | Irish Albums Charts              | 10       |
| Islandia       | Tónlistinn                       | 49       |
| Países Bajos   | Dutch Top 100 Albums             | 49       |
| Reino Unido    | UK Albums Chart                  | 14       |
| Suecia         | Sverigetopplistan                | 59       |
| País           | Lista (2021)                     | Posición |
| Australia      | ARIA Charts                      | 21       |
| Bélgica        | Ultratop (Flandes)               | 53       |
| Canadá         | Billboard Canadian Albums        | 30       |
| Dinamarca      | Hitlisten                        | 64       |
| Estados Unidos | Billboard 200                    | 34       |
| Estados Unidos | Top Rock Albums                  | 3        |
| Irlanda        | Irish Albums Charts              | 14       |
| Islandia       | Tónlistinn                       | 57       |
| Nueva Zelanda  | Official New Zealand Music Chart | 12       |
| Países Bajos   | Dutch Top 100 Albums             | 36       |
| Reino Unido    | UK Albums Chart                  | 17       |
| Suecia         | Sverigetopplistan                | 50       |
| País           | Lista (2022)                     | Posición |
| Australia      | ARIA Charts                      | 20       |
| Bélgica        | Ultratop (Flandes)               | 43       |
| Canadá         | Billboard Canadian Albums        | 42       |
| Dinamarca      | Hitlisten                        | 90       |
| Estados Unidos | Billboard 200                    | 30       |
| Estados Unidos | Top Rock Albums                  | 1        |
| Islandia       | Tónlistinn                       | 63       |
| Nueva Zelanda  | Official New Zealand Music Chart | 10       |
| Países Bajos   | Dutch Top 100 Albums             | 14       |
| Portugal       | Top 50 Álbumes                   | 25       |
| Reino Unido    | UK Albums Chart                  | 20       |
| Suecia         | Sverigetopplistan                | 73       |
| País           | Lista (2023)                     | Posición |
| Australia      | ARIA Charts                      | 26       |
| Bélgica        | Ultratop (Flandes)               | 67       |
| Dinamarca      | Hitlisten                        | 77       |
| Canadá         | Billboard Canadian Albums        | 31       |
| Estados Unidos | Billboard 200                    | 25       |
| Estados Unidos | Top Rock Albums                  | 3        |
| Islandia       | Tónlistinn                       | 41       |
| Nueva Zelanda  | Official New Zealand Music Chart | 5        |
| Países Bajos   | Dutch Top 100 Albums             | 9        |
| Portugal       | Top 100 Álbuns                   | 61       |
| Reino Unido    | UK Albums Chart                  | 22       |
| Suecia         | Sverigetopplistan                | 35       |
| País           | Lista (2024)                     | Posición |
| Australia      | ARIA Charts                      | 24       |
| Austria        | Ö3 Austria Top 40                | 54       |
| Bélgica        | Ultratop (Flandes)               | 77       |
| Canadá         | Billboard Canadian Albums        | 33       |
| Dinamarca      | Hitlisten                        | 76       |
| Estados Unidos | Billboard 200                    | 34       |
| Islandia       | Tónlistinn                       | 62       |
| Países Bajos   | Dutch Top 100 Albums             | 8        |
| Portugal       | Top 100 Vinil                    | 26       |
| Reino Unido    | UK Albums Chart                  | 23       |
| Suecia         | Sverigetopplistan                | 33       |

## Certificaciones discográficas
| País           | Organismo Certificador | Certificación                | Ventas certificadas | Ref.     |
| -------------- | ---------------------- | ---------------------------- | ------------------- | -------- |
| Alemania       | BVMI                   | 5x Quíntuple oro             | 1 250 000           | [ 222 ]  |
| Australia      | ARIA                   | 13x Terciodécuplo platino    | 910 000             | [ 223 ]  |
| Bélgica        | BEA                    | 2x Doble platino             | 100 000             | [ 190 ]  |
| Canadá         | CRIA                   | 2x Doble diamante            | 2 000               | [ 69 ]   |
| Dinamarca      | IFPI Dinamarca         | 4x Cuádruple platino         | 80 000              | [ 224 ]  |
| España         | Promusicae             | Oro                          | 50 000              | [ 225 ]  |
| Estados Unidos | RIAA                   | 21x Veintiún veces platino   | 21 000              | [ 65 ]   |
| Francia        | SNEP                   | Platino                      | 300 000             | [ 226 ]  |
| Hong Kong      | IFPI Hong Kong         | Platino                      | 15 000              | [ 227 ]  |
| Islandia       | IFPI Islandia          | Platino                      | 10 000              | [ 228 ]  |
| Italia         | FIMI                   | Platino                      | 50 000              | [ 229 ]  |
| Japón          | RIAJ                   | Oro                          | 100 000             | [ 66 ]   |
| Nueva Zelanda  | RIANZ                  | 14x Catorce veces platino    | 210 000             | [ 230 ]  |
| Países Bajos   | NVPI                   | Platino                      | 100 000             | [ 231 ]  |
| Portugal       | AFP                    | Oro                          | 3500                | [ 232 ]  |
| Reino Unido    | BPI                    | 17x Diecisiete veces platino | 5 100 000           | [ 73 ]   |
| Reino Unido    | BPI                    | Oro                          | 100 000             | [ 233 ]  |
| Sudáfrica      | RISA                   | 2x Doble oro                 | 50 000              | [ 66 ]   |
| Sumario        |                        |                              |                     |          |
| Mundo          | —                      | —                            | 45 000              | [ n. 6 ] |

Certificaciones discográficas para el DVD Classic Albums: Rumours
| País          | Organismo Certificador | Certificación    | Ventas certificadas | Ref.    |
| ------------- | ---------------------- | ---------------- | ------------------- | ------- |
| Australia     | ARIA                   | 2x Doble platino | 30 000              | [ 234 ] |
| Nueva Zelanda | RIANZ                  | 2x Doble platino | 10 000              | [ 235 ] |
| Reino Unido   | BPI                    | Oro              | 25 000              | [ 236 ] |